# Richard Coke
Richard Coke (13 de março de 1829 — 14 de maio de 1894) foi 15º governador do Texas, de 15 de janeiro de 1874 a 21 de dezembro de 1876.